# Paranawat
I Paranawat (o anche Paranauat) sono un gruppo etnico del Brasile che ha una popolazione stimata in circa 100 individui. Parlano la lingua Portuguese (codice ISO 639: POR) e sono principalmente di fede animista.
Vivono nello Stato brasiliano di Rondônia, nei pressi degli affluenti dei fiumi Jiparaná e Sono. Denominazioni alternative: Paranauat, Pawaté, Majubim.